# Lista celor mai bune 500 de albume ale tuturor timpurilor stabilită de revista Rolling Stone
Aceasta este lista celor mai bune 500 de albume ale tuturor timpurilor stabilită de revista Rolling Stone în 2003.

## 1-100
- 1) Sgt. Pepper's Lonely Hearts Club Band (The Beatles)
- 2) Pet Sounds (The Beach Boys)
- 3) Revolver (The Beatles)
- 4) Highway 61 Revisited (Bob Dylan)
- 5) Rubber Soul (The Beatles)
- 6) What's Going On (Marvin Gaye)
- 7) Exile on Main Street (The Rolling Stones)
- 8) London Calling (The Clash)
- 9) Blonde on Blonde (Bob Dylan)
- 10) The Beatles (The Beatles)
- 11) The Sun Sessions (Elvis Presley)
- 12) Kind of Blue (Miles Davis)
- 13) The Velvet Underground & Nico (The Velvet Underground)
- 14) Abbey Road (The Beatles)
- 15) Are You Experienced? (The Jimi Hendrix Experience)
- 16) Blood on the Tracks (Bob Dylan)
- 17) Nevermind (Nirvana)
- 18) Born to Run (Bruce Springsteen)
- 19) Astral Weeks (Van Morrison)
- 20) Thriller (Michael Jackson)
- 21) The Great Twenty-Eight (Chuck Berry)
- 22) John Lennon/Plastic Ono Band (John Lennon)
- 23) Innervisions (Stevie Wonder)
- 24) Live at the Apollo (James Brown)
- 25) Rumours (Fleetwood Mac)
- 26) The Joshua Tree (U2)
- 27) King of the Delta Blues Singers (Robert Johnson)
- 28) Who's Next (The Who)
- 29) Led Zeppelin I (Led Zeppelin)
- 30) Blue (Joni Mitchell)
- 31) Bringing It All Back Home (Bob Dylan)
- 32) Let It Bleed (The Rolling Stones)
- 33) The Ramones (The Ramones)
- 34) Music From Big Pink (The Band)
- 35) The Rise and Fall of Ziggy Stardust and the Spiders from Mars (David Bowie)
- 36) Tapestry (Carole King)
- 37) Hotel California (The Eagles)
- 38) The Anthology, 1947 - 1972 (Muddy Waters)
- 39) Please Please Me (The Beatles)
- 40) Forever Changes (Love)
- 41) Never Mind the Bollocks, Here's the Sex Pistols (Sex Pistols)
- 42) The Doors (The Doors)
- 43) The Dark Side of the Moon (Pink Floyd)
- 44) Horses (Patti Smith)
- 45) The Band (The Band)
- 46) Legend (Bob Marley and the Wailers)
- 47) A Love Supreme (John Coltrane)
- 48) It Takes a Nation of Millions to Hold Us Back (Public Enemy)
- 49) At Fillmore East (The Allman Brothers Band)
- 50) Here's Little Richard (Little Richard)
- 51) Bridge over Troubled Water (Simon and Garfunkel)
- 52) Greatest Hits (Al Green)
- 53) The Birth of Soul: The Complete Atlantic Rhythm and Blues Recordings (Ray Charles)
- 54) Electric Ladyland (The Jimi Hendrix Experience)
- 55) Elvis Presley (Elvis Presley)
- 56) Songs in the Key of Life (Stevie Wonder)
- 57) Beggars Banquet (The Rolling Stones)
- 58) Trout Mask Replica (Captain Beefheart and His Magic Band)
- 59) Meet the Beatles (The Beatles)
- 60) Greatest Hits (Sly and the Family Stone)
- 61) Appetite for Destruction (Guns N' Roses)
- 62) Achtung Baby (U2)
- 63) Sticky Fingers (The Rolling Stones)
- 64) Phil Spector, Back to Mono (1958 - 1969) (Compilație)
- 65) Moondance (Van Morrison)
- 66) Led Zeppelin IV (Led Zeppelin)
- 67) The Stranger (Billy Joel)
- 68) Off the Wall (Michael Jackson)
- 69) Superfly (Curtis Mayfield)
- 70) Physical Graffiti (Led Zeppelin)
- 71) After the Gold Rush (Neil Young)
- 72) Purple Rain (Prince)
- 73) Back in Black (AC/DC)
- 74) Otis Blue (Otis Redding)
- 75) Led Zeppelin II (Led Zeppelin)
- 76) Imagine (John Lennon)
- 77) The Clash (The Clash)
- 78) Harvest (Neil Young)
- 79) Star Time (James Brown)
- 80) Odessey and Oracle (The Zombies)
- 81) Graceland (Paul Simon)
- 82) Axis: Bold As Love (The Jimi Hendrix Experience)
- 83) I Never Loved a Man the Way I Love You (Aretha Franklin)
- 84) Lady Soul (Aretha Franklin)
- 85) Born in the U.S.A. (Bruce Springsteen)
- 86) Let It Be (The Beatles)
- 87) The Wall (Pink Floyd)
- 88) At Folsom Prison (Johnny Cash)
- 89) Dusty in Memphis (Dusty Springfield)
- 90) Talking Book (Stevie Wonder)
- 91) Goodbye Yellow Brick Road (Elton John)
- 92) 20 Golden Greats (Buddy Holly)
- 93) Sign 'o' the Times (Prince)
- 94) Bitches Brew (Miles Davis)
- 95) Green River (Creedence Clearwater Revival)
- 96) Tommy (The Who)
- 97) The Freewheelin' Bob Dylan (Bob Dylan)
- 98) This Year's Model (Elvis Costello)
- 99) There's a Riot Goin' On (Sly and the Family Stone)
- 100) In the Wee Small Hours (Frank Sinatra)

## 101-200
- 101) Fresh Cream (Cream)
- 102) Giant Steps (John Coltrane)
- 103) Sweet Baby James (James Taylor)
- 104) Modern Sounds in Country and Western Music (Ray Charles)
- 105) Rocket to Russia (Ramones)
- 106) Portrait of a Legend 1951 - 1964 (Sam Cooke)
- 107) Hunky Dory (David Bowie)
- 108) Aftermath (The Rolling Stones)
- 109) Loaded (The Velvet Underground)
- 110) The Bends (Radiohead)
- 111) Court and Spark (Joni Mitchell)
- 112) Disraeli Gears (Cream)
- 113) The Who Sell Out (The Who)
- 114) Out of Our Heads (The Rolling Stones)
- 115) Layla and Other Assorted Love Songs (Derek and the Dominos)
- 116) At Last (Etta James)
- 117) Sweetheart of the Rodeo (The Byrds)
- 118) Stand! (Sly and the Family Stone)
- 119) The Harder They Come Original Soundtrack (Various Artists)
- 120) Raising Hell (Run-DMC)
- 121) Moby Grape (Moby Grape)
- 122) Pearl (Janis Joplin)
- 123) Catch a Fire (Bob Marley and the Wailers)
- 124) Younger Than Yesterday (The Byrds)
- 125) Raw Power (The Stooges)
- 126) Remain in Light (Talking Heads)
- 127) If You Can Believe Your Eyes and Ears (The Mamas and the Papas)
- 128) Marquee Moon (Television)
- 129) 40 Greatest Hits (Hank Williams)
- 130) Paranoid (Black Sabbath)
- 131) Saturday Night Fever Original Soundtrack (Various Artists)
- 132) The Wild, the Innocent and the E Street Shuffle (Bruce Springsteen)
- 133) Ready to Die (The Notorious B.I.G.)
- 134) Slanted and Enchanted (Pavement)
- 135) Greatest Hits (Elton John)
- 136) Tim (The Replacements)
- 137) The Chronic (Dr. Dre)
- 138) Rejuvenation (The Meters)
- 139) All That You Can't Leave Behind (U2)
- 140) Parallel Lines (Blondie)
- 141) Live at the Regal (B.B. King)
- 142) Phil Spector, A Christmas Gift for You (Various Artists)
- 143) Gris-Gris (Dr. John)
- 144) Straight Outta Compton (N.W.A)
- 145) Aja (Steely Dan)
- 146) Surrealistic Pillow (Jefferson Airplane)
- 147) Dreams to Remember: The Otis Redding Anthology (Otis Redding)
- 148) Deja Vu (Crosby Stills Nash and Young)
- 149) Houses of the Holy (Led Zeppelin)
- 150) Santana (Santana)
- 151) Darkness on the Edge of Town (Bruce Springsteen)
- 152) The B-52's (The B-52's)
- 153) Moanin' in the Moonlight (Howlin' Wolf)
- 154) The Low End Theory (A Tribe Called Quest)
- 155) Pretenders (The Pretenders)
- 156) Paul's Boutique (Beastie Boys)
- 157) Closer (Joy Division)
- 158) Captain Fantastic and the Brown Dirt Cowboy (Elton John)
- 159) Alive! (KISS)
- 160) Electric Warrior (T. Rex)
- 161) The Dock of the Bay (Otis Redding)
- 162) OK Computer (Radiohead)
- 163) 1999 (Prince)
- 164) Heart Like a Wheel (Linda Ronstadt)
- 165) Let's Get It On (Marvin Gaye)
- 166) Imperial Bedroom (Elvis Costello)
- 167) Master of Puppets (Metallica)
- 168) My Aim Is True (Elvis Costello)
- 169) Exodus (Bob Marley)
- 170) Live at Leeds (The Who)
- 171) The Notorious Byrd Brothers (The Byrds)
- 172) Every Picture Tells a Story (Rod Stewart)
- 173) Something/Anything? (Todd Rundgren)
- 174) Desire (Bob Dylan)
- 175) Close to You (The Carpenters)
- 176) Rocks (Aerosmith)
- 177) One Nation Under a Groove (Parliament/Funkadelic)
- 178) Greatest Hits (The Byrds)
- 179) The Anthology 1961 - 1977 (Curtis Mayfield and The Impressions)
- 180) The Definitive Collection (ABBA)
- 181) The Rolling Stones, Now! (The Rolling Stones)
- 182) Natty Dread (Bob Marley and the Wailers)
- 183) Fleetwood Mac (Fleetwood Mac)
- 184) Red Headed Stranger (Willie Nelson)
- 185) The Stooges (The Stooges)
- 186) Fresh (Sly and the Family Stone)
- 187) So (Peter Gabriel)
- 188) Buffalo Springfield Again (Buffalo Springfield)
- 189) Happy Trails (Quicksilver Messenger Service)
- 190) From Elvis in Memphis (Elvis Presley)
- 191) Fun House (The Stooges)
- 192) The Gilded Palace of Sin (The Flying Burrito Brothers)
- 193) Dookie (Green Day)
- 194) Transformer (Lou Reed)
- 195) Blues Breakers with Eric Clapton (John Mayall's Bluesbreakers with Eric Clapton)
- 196) Nuggets: Original Artyfacts from the First Psychedelic Era, 1965-1968 (Various Artists)
- 197) Murmur (R.E.M.)
- 198) The Best of (Little Walter)
- 199) Highway to Hell (AC/DC)
- 200) The Downward Spiral (Nine Inch Nails)

## 201-300
- 201) Parsley, Sage, Rosemary and Thyme (Simon and Garfunkel)
- 202) Bad (Michael Jackson)
- 203) Wheels of Fire (Cream)
- 204) Dirty Mind (Prince)
- 205) Abraxas (Santana)
- 206) Tea for the Tillerman (Cat Stevens)
- 207) Ten (Pearl Jam)
- 208) Everybody Knows This Is Nowhere (Neil Young With Crazy Horse)
- 209) Wish You Were Here (Pink Floyd)
- 210) Crooked Rain, Crooked Rain (Pavement)
- 211) Tattoo You (The Rolling Stones)
- 212) Proud Mary: The Best of Ike and Tina Turner (Ike and Tina Turner)
- 213) New York Dolls (New York Dolls)
- 214) Bo Diddley/Go Bo Diddley (Bo Diddley)
- 215) Two Steps From the Blues (Bobby Bland)
- 216) The Queen Is Dead (The Smiths)
- 217) Licensed to Ill (Beastie Boys)
- 218) Look-Ka Py Py (The Meters)
- 219) Loveless (My Bloody Valentine)
- 220) New Orleans Piano (Professor Longhair)
- 221) War (U2)
- 222) The Neil Diamond Collection (Neil Diamond)
- 223) Howlin' Wolf (Howlin' Wolf)
- 224) Nebraska (Bruce Springsteen)
- 225) The Complete Hank Williams (Hank Williams)
- 226) Doolittle (Pixies)
- 227) Paid in Full (Eric B. and Rakim)
- 228) Toys in the Attic (Aerosmith)
- 229) Nick of Time (Bonnie Raitt)
- 230) A Night At The Opera (Queen)
- 231) The Kink Kronikles (The Kinks)
- 232) Mr. Tambourine Man (The Byrds)
- 233) Bookends (Simon and Garfunkel)
- 234) The Ultimate Collection (Patsy Cline)
- 235) Mr. Excitement! (Jackie Wilson)
- 236) The Who Sings My Generation (The Who)
- 237) Like a Prayer (Madonna)
- 238) Can't Buy a Thrill (Steely Dan)
- 239) Let It Be (The Replacements)
- 240) Run-DMC (Run-DMC)
- 241) Black Sabbath (Black Sabbath)
- 242) The Jerry Lee Lewis Anthology: All Killer No Filler! (Jerry Lee Lewis)
- 243) Freak Out! (The Mothers of Invention)
- 244) Live Dead (Grateful Dead)
- 245) Bryter Layter (Nick Drake)
- 246) The Shape of Jazz to Come (Ornette Coleman)
- 247) Automatic for the People (R.E.M.)
- 248) Reasonable Doubt (Jay-Z)
- 249) Low (David Bowie)
- 250) The River (Bruce Springsteen)
- 251) The Otis Redding Dictionary of Soul (Otis Redding)
- 252) Metallica (Metallica)
- 253) Trans-Europa Express (Kraftwerk)
- 254) Whitney Houston (Whitney Houston)
- 255) The Kinks Are the Village Green Preservation Society (The Kinks)
- 256) The Velvet Rope (Janet Jackson)
- 257) Stardust (Willie Nelson)
- 258) American Beauty (Grateful Dead)
- 259) Crosby Stills and Nash (Crosby Stills and Nash)
- 260) Buena Vista Social Club (Buena Vista Social Club)
- 261) Tracy Chapman (Tracy Chapman)
- 262) Workingman's Dead (Grateful Dead)
- 263) The Genius of Ray Charles (Ray Charles)
- 264) Child Is Father to the Man (Blood, Sweat and Tears)
- 265) Cosmo's Factory (Creedence Clearwater Revival)
- 266) Quadrophenia (The Who)
- 267) There Goes Rhymin' Simon (Paul Simon)
- 268) Psycho Candy (The Jesus and Mary Chain)
- 269) Some Girls (The Rolling Stones)
- 270) The Beach Boys Today! (The Beach Boys)
- 271) Going to a Go-Go (Smokey Robinson and the Miracles)
- 272) Nightbirds (Labelle)
- 273) The Slim Shady LP (Eminem)
- 274) Mothership Connection (Parliament)
- 275) Janet Jackson's Rhythm Nation 1814 (Janet Jackson)
- 276) Anthology of American Folk Music (Harry Smith)
- 277) Aladdin Sane (David Bowie)
- 278) The Immaculate Collection (Madonna)
- 279) My Life (Mary J. Blige)
- 280) Folk Singer (Muddy Waters)
- 281) Can't Get Enough (Barry White)
- 282) The Cars (The Cars)
- 283) Five Leaves Left (Nick Drake)
- 284) Music of My Mind (Stevie Wonder)
- 285) I'm Still in Love With You (Al Green)
- 286) Los Angeles (X)
- 287) Anthem of the Sun (Grateful Dead)
- 288) Something Else by the Kinks (The Kinks)
- 289) Call Me (Al Green)
- 290) Talking Heads: 77 (Talking Heads)
- 291) The Basement Tapes (Bob Dylan and The Band)
- 292) White Light / White Heat (The Velvet Underground)
- 293) Greatest Hits (Simon and Garfunkel)
- 294) Kick Out the Jams (MC5)
- 295) Meat Is Murder (The Smiths)
- 296) We're Only In It For the Money (The Mothers of Invention)
- 297) Weezer (Blue Album) (Weezer)
- 298) Master of Reality (Black Sabbath)
- 299) Coat of Many Colors (Dolly Parton)
- 300) Fear of a Black Planet (Public Enemy)

## 301-400
- 301) John Wesley Harding (Bob Dylan)
- 302) The Marshall Mathers LP (Eminem)
- 303) Grace (Jeff Buckley)
- 304) Car Wheels on a Gravel Road (Lucinda Williams)
- 305) Odelay (Beck)
- 306) Songs for Swingin' Lovers (Frank Sinatra)
- 307) Avalon (Roxy Music)
- 308) The Sun Records Collection (Various Artists)
- 309) Nothing's Shocking (Jane's Addiction)
- 310) BloodSugarSexMagik (Red Hot Chili Peppers)
- 311) MTV Unplugged in New York (Nirvana)
- 312) The Miseducation of Lauryn Hill (Lauryn Hill)
- 313) Damn the Torpedoes (Tom Petty and the Heartbreakers)
- 314) The Velvet Underground (The Velvet Underground)
- 315) Surfer Rosa (Pixies)
- 316) Rock Steady (No Doubt)
- 317) The Eminem Show (Eminem)
- 318) Back Stabbers (The O'Jays)
- 319) Burnin' (Bob Marley and the Wailers)
- 320) Pink Moon (Nick Drake)
- 321) Sail Away (Randy Newman)
- 322) Ghost in the Machine (The Police)
- 323) Station to Station (David Bowie)
- 324) The Very Best of Linda Ronstadt (Linda Ronstadt)
- 325) Slowhand (Eric Clapton)
- 326) Disintegration (The Cure)
- 327) Jagged Little Pill (Alanis Morissette)
- 328) Exile in Guyville (Liz Phair)
- 329) Daydream Nation (Sonic Youth)
- 330) In the Jungle Groove (James Brown)
- 331) Tonight's the Night (Neil Young)
- 332) Help! (The Beatles)
- 333) Shoot Out the Lights (Richard and Linda Thompson)
- 334) Wild Gift (X)
- 335) Squeezing Out Sparks (Graham Parker)
- 336) Superunknown (Soundgarden)
- 337) Aqualung (Jethro Tull)
- 338) Cheap Thrills (Big Brother and the Holding Company)
- 339) The Heart of Saturday Night (Tom Waits)
- 340) Damaged (Black Flag)
- 341) Play (Moby)
- 342) Violator (Depeche Mode)
- 343) Bat Out of Hell (Meat Loaf)
- 344) Berlin (Lou Reed)
- 345) Stop Making Sense (Talking Heads)
- 346) 3 Feet High and Rising (De La Soul)
- 347) The Piper at the Gates of Dawn (Pink Floyd)
- 348) At Newport 1960 (Muddy Waters)
- 349) Roger the Engineer (a.k.a. Over Under Sideways Down) (The Yardbirds)
- 350) Rust Never Sleeps (Neil Young and Crazy Horse)
- 351) Brothers in Arms (Dire Straits)
- 352) 52nd Street (Billy Joel)
- 353) Having a Rave Up With the Yardbirds (The Yardbirds)
- 354) 12 Songs (Randy Newman)
- 355) Between the Buttons (The Rolling Stones)
- 356) Sketches of Spain (Miles Davis)
- 357) Honky Chateau (Elton John)
- 358) Singles Going Steady (Buzzcocks)
- 359) Stankonia (Outkast)
- 360) Siamese Dream (The Smashing Pumpkins)
- 361) Substance 1987 (New Order)
- 362) L.A. Woman (The Doors)
- 363) Ray of Light (Madonna)
- 364) American Recordings (Johnny Cash)
- 365) Louder Than Bombs (The Smiths)
- 366) Mott (Mott the Hoople)
- 367) Is This It (The Strokes)
- 368) Rage Against the Machine (Rage Against the Machine)
- 369) Reggatta de Blanc (The Police)
- 370) Volunteers (Jefferson Airplane)
- 371) Siren (Roxy Music)
- 372) Late for the Sky (Jackson Browne)
- 373) Post (Björk)
- 374) The Eagles (The Eagles)
- 375) The Ultimate Collection (1948 - 1990) (John Lee Hooker)
- 376) (What's the Story) Morning Glory? (Oasis)
- 377) CrazySexyCool (TLC)
- 378) Funky Kingston (Toots and the Maytals)
- 379) Greetings from Asbury Park (Bruce Springsteen)
- 380) Sunflower (The Beach Boys)
- 381) Modern Lovers (Modern Lovers)
- 382) More Songs About Buildings and Food (Talking Heads)
- 383) A Quick One (Happy Jack) (The Who)
- 384) Pyromania (Def Leppard)
- 385) Pretzel Logic (Steely Dan)
- 386) Enter the Wu-Tang: 36 Chambers (Wu-Tang Clan)
- 387) Country Life (Roxy Music)
- 388) A Hard Day's Night (The Beatles)
- 389) The End of the Innocence (Don Henley)
- 390) Elephant (The White Stripes)
- 391) The Pretender (Jackson Browne)
- 392) Willy and The Poor Boys (Creedence Clearwater Revival)
- 393) Good Old Boys (Randy Newman)
- 394) For Your Pleasure (Roxy Music)
- 395) Blue Lines (Massive Attack)
- 396) Eliminator (ZZ Top)
- 397) Rain Dogs (Tom Waits)
- 398) Anthology (Temptations album) (The Temptations)
- 399) Californication (Red Hot Chili Peppers)
- 400) Illmatic (Nas)

## 401-500
- 401) (Pronounced Leh-Nerd Skin-Nerd) (Lynyrd Skynyrd)
- 402) Dr. John's Gumbo (Dr. John)
- 403) Radio City (Big Star)
- 404) Sandinista! (The Clash)
- 405) Rid of Me (PJ Harvey)
- 406) I Do Not Want What I Haven't Got (Sinéad O'Connor)
- 407) Strange days (The Doors)
- 408) Time Out of Mind (Bob Dylan)
- 409) 461 Ocean Boulevard (Eric Clapton)
- 410) Pink Flag (Wire)
- 411) Double Nickels on the Dime (Minutemen)
- 412) Mezzanine (Massive Attack)
- 413) Beauty and the Beat (The Go-Go's)
- 414) Greatest Hits (James Brown)
- 415) Van Halen (Van Halen)
- 416) Mule Variations (Tom Waits)
- 417) Boy (U2)
- 418) Band on the Run (Paul McCartney & Wings)
- 419) Dummy (Portishead)
- 420) With the Beatles (The Beatles)
- 421) The "Chirping" Crickets (Buddy Holly and the Crickets)
- 422) The Best of the Girl Groups (Volumes 1 and 2)
- 423) Greatest Hits (The Mamas and the Papas)
- 424) King of the Delta Blues Singers (Vol. 2)
- 425) Changesone (David Bowie)
- 426) The Battle of Los Angeles (Rage Against the Machine)
- 427) Presenting the Fabulous Ronettes Featuring Veronica (The Ronettes)
- 428) Kid A (Radiohead)
- 429) Grievous Angel (Gram Parsons)
- 430) At Budokan (Cheap Trick)
- 431) Anthology (Diana Ross and the Supremes)
- 432) Sleepless (Peter Wolf)
- 433) Another Green World (Brian Eno)
- 434) Outlandos D'Amour (The Police)
- 435) To Bring You My Love (PJ Harvey)
- 436) Here Come The Warm Jets (Brian Eno)
- 437) All Things Must Pass (George Harrison)
- 438) Number 1 Record (Big Star)
- 439) In Utero (Nirvana)
- 440) Sea Change (Beck)
- 441) Tragic Kingdom (No Doubt)
- 442) Boys Don't Cry (The Cure)
- 443) Live at the Harlem Square Club, 1963 (Sam Cooke)
- 444) Criminal Minded (Boogie Down Productions)
- 445) Rum Sodomy and the Lash (The Pogues)
- 446) Suicide (Suicide)
- 447) Q: Are We Not Men? A: We Are Devo! (Devo)
- 448) In Color (Cheap Trick)
- 449) The World Is a Ghetto (War)
- 450) Fly Like an Eagle (Steve Miller Band)
- 451) Back in the USA (MC5)
- 452) Music (Madonna)
- 453) Ritual de lo Habitual (Jane's Addiction)
- 454) Getz/Gilberto (Stan Getz and Joao Gilberto Featuring Antonio Carlos Jobim)
- 455) Synchronicity (The Police)
- 456) Third/Sister Lovers (Big Star)
- 457) For Everyman (Jackson Browne)
- 458) John Prine (John Prine)
- 459) Strictly Business (EPMD)
- 460) Love It to Death (Alice Cooper)
- 461) How Will the Wolf Survive? (Los Lobos)
- 462) Here, My Dear (Marvin Gaye)
- 463) Tumbleweed Connection (Elton John)
- 464) The Blueprint (Jay-Z)
- 465) Golden Hits (The Drifters)
- 466) Live Through This (Hole)
- 467) Love and Theft (Bob Dylan)
- 468) Elton John (Elton John)
- 469) Metal Box (Public Image Ltd.)
- 470) Document (R.E.M.)
- 471) Heaven Up Here (Echo and the Bunnymen)
- 472) Hysteria (Def Leppard)
- 473) A Rush of Blood to the Head (Coldplay)
- 474) Live in Europe (Otis Redding)
- 475) Tunnel of Love (Bruce Springsteen)
- 476) The Paul Butterfield Blues Band (The Paul Butterfield Blues Band)
- 477) The Score (Fugees)
- 478) Radio (LL Cool J)
- 479) I Want to See the Bright Lights Tonight (Richard and Linda Thompson)
- 480) Faith (George Michael)
- 481) The Smiths (The Smiths)
- 482) Armed Forces (Elvis Costello and the Attractions)
- 483) Life After Death (The Notorious B.I.G.)
- 484) Branded Man (Merle Haggard)
- 485) All Time Greatest Hits (Loretta Lynn)
- 486) Maggot Brain (Funkadelic)
- 487) Mellon Collie and the Infinite Sadness (The Smashing Pumpkins)
- 488) Voodoo (D'Angelo)
- 489) Guitar Town (Steve Earle)
- 490) Entertainment! (Gang of Four)
- 491) All the Young Dudes (Mott the Hoople)
- 492) Vitalogy (Pearl Jam)
- 493) That's the Way of the World (Earth, Wind and Fire)
- 494) She's So Unusual (Cyndi Lauper)
- 495) New Day Rising (Hüsker Dü)
- 496) Destroyer (KISS)
- 497) Yo! Bum Rush the Show (Public Enemy)
- 498) Tres Hombres (ZZ Top)
- 499) Born Under a Bad Sign (Albert King)
- 500) Touch (Eurythmics)

## Ediția din 2020
O ediție revizuită a listei de 500 de albume a fost publicată în data de 22 septembrie 2020, conținând 154 de albume nou incluse. Topul a fost realizat în favoarea artiștilor feminini și a celor afro-americani, albumul What's Going On? (1971) de Marvin Gaye deținând poziția numărul unu în clasament. Printre votanții clasamentului s-au numărat persoane de culoare și artiști tineri precum Billie Eilish, Taylor Swift, H.E.R., Beyonce, Finneas O'Connell și alții. În top 50 se numără albumele:
- 1) What's Going On? (Marvin Gaye)
- 2) Pet Sounds (The Beach Boys)
- 3) Blue (Joni Mitchell)
- 4) Songs in the Key of Life  (Stevie Wonder)
- 5) Abbey Road (The Beatles)
- 6) Nevermind (Nirvana)
- 7) Rumours (Fleetwood Mac)
- 8) Purple Rain (Prince împreună cu The Revolution)
- 9) Blood on the Tracks (Bob Dylan)
- 10) The Miseducation of Lauryn Hill (Lauryn Hill)
- 11) Revolver (The Beatles)
- 12) Thriller (Michael Jackson)
- 13) I Never Loved a Man the Way I Love You (Aretha Franklin)
- 14) Exile on Main Street (The Rolling Stones)
- 15) It Takes a Nation of Millions to Hold Us Back (Public Enemy)
- 16) London Calling (The Clash)
- 17) My Beautiful Dark Twisted Fantasy (Kanye West)
- 18) Highway 61 Revisited (Bob Dylan)
- 19) To Pimp a Butterfly (Kendrick Lamar)
- 20) Kid A (Radiohead)
- 21) Born to Run (Bruce Springsteen)
- 22) Ready to Die (The Notorious B.I.G.)
- 23) The Velvet Undergound and Nico (The Velvet Underground)
- 24) Sgt. Pepper's Lonely Hearts Club Band (The Beatles)
- 25) Tapestry (Carole King)
- 26) Horses (Patti Smith)
- 27) Enter the Wu-Tang (36 Chambers) (Wu-Tang Clan)
- 28) Voodoo (D'Angelo)
- 29) White Album (The Beatles)
- 30) Are You Experienced (Jimmy Hendrix)
- 31) Kind of Blue (Miles Davis)
- 32) Lemonade (Beyonce)
- 33) Back to Black (Amy Winehouse)
- 34) Innervisions (Stevie Wonder)
- 35) Rubber Soul (The Beatles)
- 36) Off the Wall (Michael Jackson)
- 37) The Chronic (Dr. Dre)
- 38) Blonde on Blonde (Bob Dylan)
- 39) Remain in Light (Talking Heads)
- 40) The Rise and Fall of Ziggy Stardust and the Spiders from Mars (David Bowie)
- 41) Let it Bleed (The Rolling Stones)
- 42) OK Computer (Radiohead)
- 43) The Low End Theory (A Tribe Called Quest)
- 44) Illmatic (Nas)
- 45) Sign O' the Times (Prince)
- 46) Graceland (Paul Simon)
- 47) Ramones (Ramones)
- 48) Legend (Bob Marley și The Wailers)
- 49) Aquemini (OutKast)
- 50) The Blueprint (Jay-Z)